# Ibrahim Ruždić
Ibrahim Ruždić (Travnik, 1906. – Zagreb, 1990.), hrvatski kemičar i državni dužnosnik iz BiH

## Životopis
Rođen u Travniku. U rodnom graduzavršio isusovačku Klasičnu gimnaziju. Diplomirao farmaciju i kemiju u Zagrebu. Utemeljio prvi medicinsko-kemijski laboratorij u sklopu Merkurova sanatorija. Društveno angažiran. Bio odbornik UO Zaklade za izgradnju džamije u Zagrebu. Tajnik Društva bosansko-hercegovačkih Hrvata u Zagrebu. Zaručio se 1935. sa svastikom Blaža Lorkovića Macom Gensberger. Preko pašanca stupio u blisku svezu s ustaškim krugovima u Zagrebu. Stekao je povjerenje te su se u tajnosti u njegovu stanu 1940. s Milom Budakom sastali reis-ul-ulema Fehim Spaho i zagrebački muftija Ismet Muftić. Napredovao u NDH. Potkraj 1941. Mile Budak ga odlukom postavlja na mjesto izvanrednog profesora na Medicinskom fakultetu u Zagrebu. Na istoj ustanovi Ruždić je predstojnik Zavoda za medicinsku kemiju. Ožujka 1943. uzima ga diplomacija NDH. Ministarstvo vanjskih poslova dodijelilo ga je kao pratnju jeruzalemskom muftiji El-Huseiniju kad je posjetio NDH. Ruždić je još bio dosavezničar za Hrvatsko sveučilište u Glavnom savezu staliških i ostalih postrojbi, član stegovnog suda Glavnoga ustaškog stana. Zajedno s Antom Šercerom, a po nalogu vlasti NDH, postavio je 1944. godine temelje Medicinskog fakulteta u Sarajevu. Na tom fakuletu održao nekoliko predavanja. Svibnja 1945. u Zagrebu izveden je pred sud i Anketnu komisiju za kulturnu suradnju s neprijateljem. Preživio je jugokomunističke masovne likvidacije dužnosnika NDH. Kolovoza 1945. donesen je ukaz o amnestiji pa je obustavljen sudski postupak protiv njega. Umro je u Zagrebu.